# Porto Vera Cruz
Porto Vera Cruz là một đô thị thuộc bang Rio Grande do Sul, Brasil. Đô thị này có diện tích 113,646 km², dân số năm 2007 là 2084 người, mật độ 18,34 người/km².